# 格雷戈里 (南达科他州)
格雷戈里（英語：Gregory），是美国南达科他州下属的一座城市。根据2010年美国人口普查，该市有人口1,280人。论人口在本州排行第48。